# L'Adversari
L'adversari és un llibre de no-ficció de l'autor francès Emmanuel Carrère publicat per primera vegada a França com a L'Adversaire l'any 2000 per Éditions Gallimard. El llibre a estat publicat en català per l'editorial Anagrama el 2020 amb traducció de Marta Marfany i pròleg de Jordi Amat.

## Argument
La història tracta l'anomenat assumpte Romand quan el 9 de gener de 1993, Jean-Claude Romand va matar la seva dona, els seus fills, de cinc i set anys, així com els seus pares i el seu gos. Aleshores va incendiar deliberadament la seva casa i va intentar suïcidar-se empassant-se una dosi de barbitúrics. La investigació va revelar que no era metge tal com tohom creia. Durant divuit anys, Romand va mentir a la seva família i amistats sobre la seva situació: ni era metge ni tenia feina a l'Organització Mundial de la Salut. Quan un dels seus familiars va començar a entendre el seu joc, va decidir eliminar-los tots.
Emmanuel Carrère va descobrir aquesta notícia en un diari. I intrigat per la incongruència d'aquest horrible crim perpetrat per un home aparentment normal sense antecedents decideix contactar amb el criminal. Li explica que té la intenció d'entendre què va passar i escriure un llibre sobre això. Al cap de dos anys, Romand va respondre educadament que estava d'acord amb aquest projecte i que ell mateix intentava entendre per què havia comès aquest crim que lamentava.
Durant l'estiu de 1996 es va celebrar el judici a Romand al municipi de Bourg-en-Bresse al qual assisteix Emmanuel Carrère. Aquesta és una oportunitat d'explicar la història de la vida de l'acusat, des de la seva infantesa fins al seu crim. Atorga una gran importància a la successió de mentides que Romand va crear al llarg de la seva vida. Finalment Romand va ser condemnat a presó perpètua, amb un període de seguretat de 22 anys. Carrère i Romand van continuar intercanviant cartes en què aquest relatava la seva vida a la presó i el descobriment de la fe buscant la redempció divina. Carrère el va visitar tres vegades a la presó i va entrar en contacte amb dos dels seus amics, Bernard i Marie-France, visitadors de presó i membres del moviment catòlic "Intercessors".

## Personatges
- Emmanuel Carrère, narrador i autor de la història.
- Jean-Claude Romand, home corrent que fa divuit anys que menteix sobre la seva identitat. Mata la seva dona, els seus fills, els seus pares i el gos.
- Florence Romand (de soltera Florence Crolet), muller de Jean-Claude Romand i mare de l'Antoine i la Caroline.
- Luc Ladmiral, millor amic de Jean-Claude Romand i pare de la Sophie, fillola del Jean-Claude Romand.
- Aimé Romand: pare del Jean-Claude Romand i marit de l'Anne-Marie Romand. Gerent d'una empresa forestal.
- Corinne: amiga del matrimoni Romand i especialment del Jean-Claude Romand. Psicòloga infantil.
- Bernard i Marie-France, visitadors de presons que formen part d'un moviment catòlic anomenat "Intercessors". Es van convertir en amics i parents propers de Jean-Claude Romand.

## Per què l'adversari?
L'adversari és un dels noms que rep el diable a la Bíblia, com indica Carrère en una entrevista.

## Adaptacions
- 2001. Adaptació cinematogràfica de Laurent Cantet amb el títol L'Emploi du temps i Aurélien Recoing en el paper principal.
- 2002. Adaptació cinematogràfica de Nicole Garcia amb el títol L'Adversaire i Daniel Auteuil  en el paper principal.
- 2002. adaptació cinematogràfica d'Eduard Cortés amb el títol de La vida de nadie i José Coronado en el paper principal.
- 2016. Adaptació teatral de Frédéric Cherbœuf i Vincent Berger amb el mateix títol que la novel·la.[3]
- 2024. Adaptació teatral sota la direcció de Julio Manrique amb el títol L'adversari i Pere Arquillué i Carles Martínez en els papers protagonistes.[4][5]